# Det bødes der for (film fra 1911)
Det bødes der for (også kendt som Hævnet) er en dansk stum melodramafilm fra 1911 produceret af Nordisk Films Kompagni og instrueret af August Blom efter manuskript af C. W. de Wolff.
Filmen havde dansk premiere den 16. oktober 1911 i Biograf-Theatret. Filmen blev i tysktalende lande distribueret som Der Rächer seiner Ehre og i engelsktalende lande som Love and Money.

## Handling
En vild forelskelse driver en kvinde til at stjæle penge fra sin egen far. Det er den logerende løjtnant Von Bremer, som har charmeret hende med tomme ord. Von Bremer rejser videre med pengene, mens faderen smider kvinden på porten. 22 år senere søger en ung mand logi hos Von Bremer og hans hustru. Pludselig oplever Von Bremer sprækker i sit lykkelige ægteskab. Opdager han i tide, at det er nemesis, der har indhentet ham efter alle disse år?

## Medvirkende
- Valdemar Psilander - Hans von Bremer, premierlieutenant
- Henry Seemann - von Holmer, adjudant
- Edith Buemann - Emmy, købmandens datter
- Augusta Blad - Ida, von Bremers kone
- Carlo Wieth - Georg, von Bremers søn
- Gerhard Jessen
- Thorkild Roose - Pastor Topp
- Frederik Jacobsen
- Svend Bille
- Axel Boesen
- Franz Skondrup
- H.C. Nielsen
- Waldemar Hansen - Købmand Jansen
- Ella la Cour - Jansens kone
- Julie Henriksen
- Aage Lorentzen